# Mitchell grass downs
Localisation
L'écorégion de mitchell grass downs est définie par le fonds mondial pour la Nature (WWF). Elle couvre une zone de plus de 450 000 km² au Queensland et dans le Territoire du Nord en Australie. Elle appartient à l'écozone australasienne et au biome des prairies, savanes et terres arbustives tropicales et subtropicales.